# 俄罗斯虚无主义运动

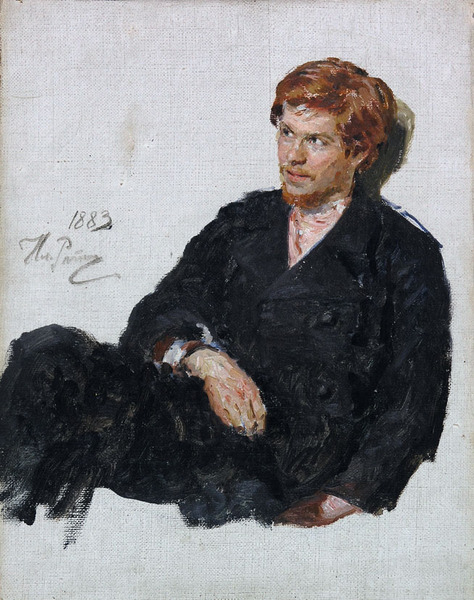
伊利亚·列宾笔下的一名虚无主义学生

俄罗斯虚无主义运动是19世纪末20世纪初俄罗斯帝国的一场哲学、文化和革命运动，虚无主义这一更广泛的哲学思想就是从中产生的。在俄语中，“虚无主义”（俄语：нигилизм，源于拉丁语 nihil，意为“无”）代表了这场运动对道德、宗教和传统社会的不懈攻击。尽管当时这场运动尚未有名字，但它起源于对过去的社会改革者感到失望的一代年轻激进分子，以及旧贵族知识分子和新激进知识分子之间日益扩大的分歧。